# 代托纳比奇新闻杂志
代托纳比奇新闻杂志（英語：The Daytona Beach News-Journal）是位于佛罗里达州的日报，主要服务于沃卢西亚县和弗拉格勒县。该报的前身为1883年创办的《哈利法克斯日报》。戴维森家族于1928年收购了该报，并一直掌控至2009年其破产为止。1986年，《晨报》和《晚报》合并为一份晨报。该报于1994年开始提供在线服务。其平日售价为2美元，周日及感恩节售价为3美元，而在弗拉格勒县、沃卢西亚县及邻近县以外的售价则更高。